# Zak O'Sullivan

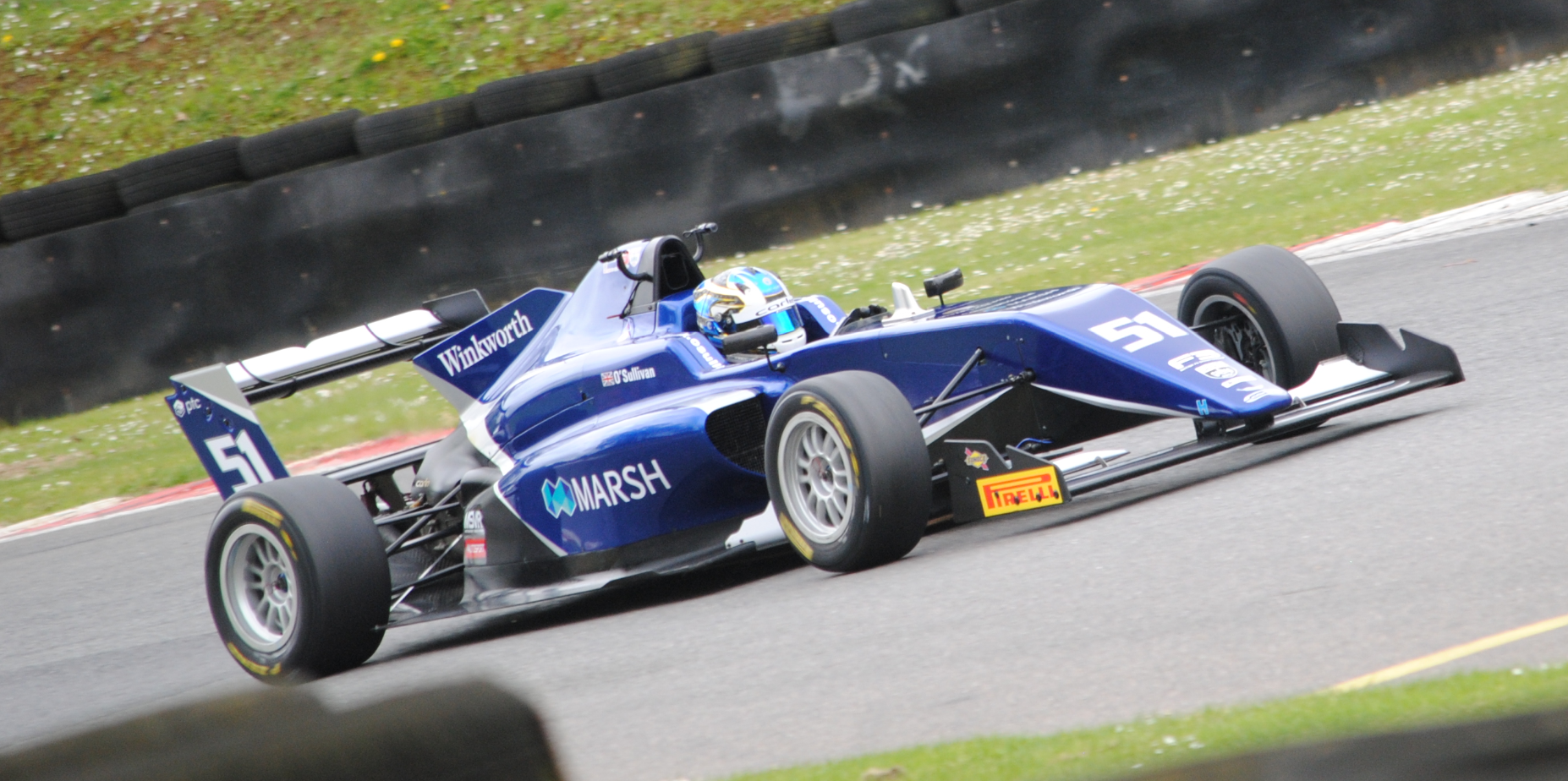
Zak O'Sullivan op Brands Hatch in 2021

Zak O'Sullivan (Cheltenham, 6 februari 2005) is een Brits-Iers autocoureur. In 2021 werd hij kampioen in het GB3 Championship. Tussen 2022 en 2024 maakte hij deel uit van de Williams Driver Academy, het opleidingsprogramma van het Formule 1-team van Williams.

## Carrière
O'Sullivan begon zijn autosportcarrière in het karting op negenjarige leeftijd. In 2014 begon hij competitief te karten; dat jaar won hij het British Super One Rookie Championship. In 2015 reed hij in het nationale Super 1 Championship, voordat hij in 2016 kampioen werd in de MSA Kartmasters British Grand Prix. In 2017 reed hij voor het eerst in een Europese kartklasse: hij werd twaalfde in het CIK-FIA European Championship. In 2018 behaalde hij zijn beste internationale resultaat met een tweede plaats in de juniorklasse van het Duitse kartkampioenschap. Dat jaar nam hij ook voor de eerste en enige keer deel aan het wereldkampioenschap karten, waarin hij op plaats 28 eindigde.
In 2019 debuteerde O'Sullivan in het Ginetta Junior Championship, waarin hij voor het team Douglas Motorsport reed. In de eerste tien races behaalde hij vijf podiumplaatsen, voordat hij overstapte naar het team R Racing. Voor dit team behaalde hij twee zeges op het Snetterton Motor Racing Circuit en een op het Thruxton Circuit. In totaal stond hij dat jaar veertien keer op het podium. Met 591 punten werd hij tweede in het klassement als de beste rookie.
In 2020 maakte O'Sullivan de overstap naar het formuleracing, waar hij debuteerde in het Britse Formule 4-kampioenschap bij het team van Carlin. Al in zijn eerste weekend op Donington Park behaalde hij zijn eerste overwinning. Gedurende het seizoen behaalde hij negen zeges: drie op Brands Hatch, twee op Snetterton en een op zowel Donington, het Knockhill Racing Circuit, Silverstone en het Croft Circuit. In de rest van de races behaalde hij nog negen podiumplaatsen. Met 408,5 punten werd hij tweede in de eindstand met slechts vier punten achterstand op Luke Browning.
In 2021 stapte O'Sullivan over naar het Britse Formule 3-kampioenschap, dat tijdens het seizoen de naam veranderde naar het GB3 Championship, waarin hij opnieuw uitkwam voor Carlin. Hij begon het seizoen met een zege op Brands Hatch en behaalde in de rest van het jaar nog zes overwinningen: vier op Donington en een op zowel Silverstone als Oulton Park. In de rest van het seizoen stond hij nog zeven keer op het podium. Met 535 punten werd hij overtuigend gekroond tot kampioen in de klasse.
In 2022 debuteerde O'Sullivan in het FIA Formule 3-kampioenschap, waarin hij zijn samenwerking met Carlin voortzette. Dat jaar werd hij ook opgenomen in de Williams Driver Academy, het opleidingsprogramma van het Formule 1-team van Williams. Op Silverstone behaalde hij een pole position en een tweede plaats, voordat hij op het Circuit Zandvoort derde werd. Met 54 punten werd hij elfde in het eindklassement.
In 2023 bleef O'Sullivan actief in de FIA Formule 3, waarin hij overstapte naar het team Prema Racing. Hij behaalde vier overwinningen op het Albert Park Street Circuit, het Circuit de Barcelona-Catalunya, de Red Bull Ring en de Hungaroring. Ook stond hij in de seizoensfinale op het Autodromo Nazionale Monza op het podium. Met 119 punten werd hij achter Gabriel Bortoleto tweede in het kampioenschap. Aan het eind van het jaar reed hij in de eerste vrije training van de Grand Prix van Abu Dhabi in zijn eerste sessie tijdens een Formule 1-raceweekend bij Williams.
In 2024 maakte O'Sullivan de overstap naar de Formule 2, waar hij uitkwam voor ART Grand Prix. Op het Circuit de Monaco behaalde hij zijn eerste overwinning door lang door te rijden zonder zijn verplichte pitstop te maken; toen de safety car enkele ronden voor het eind van de race naar buiten kwam, kon hij met minimaal tijdverlies zijn pitstop maken en zodoende te winnen. Later dat jaar won hij een ingekorte race op het regenachtige Circuit de Spa-Francorchamps. Vanwege geldproblemen miste hij de laatste drie raceweekenden, waarin hij werd vervangen door Luke Browning, eveneens Williams-junior. Met 59 punten werd hij zestiende in de eindstand.
In 2025 stapt O'Sullivan over naar Japan en komt hij voor Kondo Racing uit in de Super Formula. Wel verlaat hij de Williams Driver Academy.